# قاب سرد

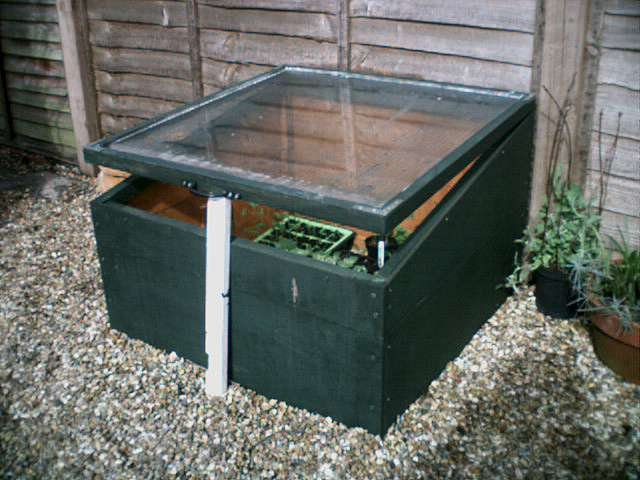
یک قاب سرد سنتی خانگی

در کشاورزی و باغبانی قاب سرد محفظهٔ شفاف سقف‌داری است که در زمین ساخته شده و برای محافظت گیاهان از شرایط بد آب‌وهوایی و در درجهٔ اول سرما یا رطوبت شدید استفاده می‌شود. شفاف بودن سقف موجب رسیدن نور آفتاب به آن شده و از خروج گرما از طریق همرفت - که در غیر این صورت اتفاق می‌افتاد- جلوگیری می‌کند. اساساً یک قاب سرد مثل یک
گلخانهٔ کوچک عمل کرده و فصل رشد گیاه را طولانی‌تر می‌کند.
از نظر تاریخی قاب‌های سرد برای استفاده در کنار گلخانه‌های گرم ساخته شدند. خود اسم تفاوت بین گلخانه‌های گرم و قاب‌های سرد را نشان می‌دهد.